# Emanuel Lasker

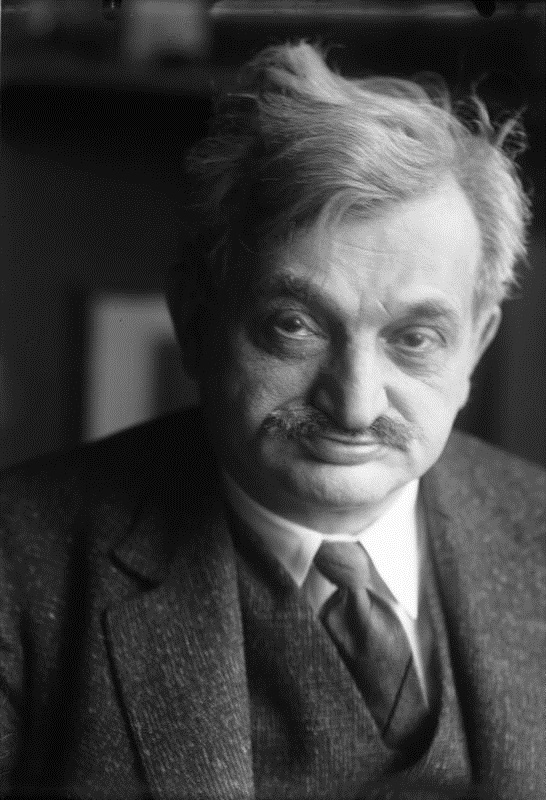
Emanuel Lasker

Emanuel Lasker (n. 24 decembrie 1868, Barlinek, Pomerania Occidentală, Polonia – d. 11 ianuarie 1941, New York City, New York, SUA) a fost un jucător de șah și matematician evreu german, născut la Berlinchen în Brandenburg (astăzi Barlinek în Polonia). Evreu de origine, se va remarca și ca un filozof și umanist de excepție, luptând pentru educația, stabilitatea și securitatea omenirii. A fost campion mondial la șah (1894-1921).

## Campion la șah
În 1894 el a devenit Campion Mondial la Șah, învingându-l pe Wilhelm Steinitz cu 10 victorii, 4 remize și 5 înfrângeri. El a menținut acest titlu timp de 27 de ani, un record ce nu a fost întrecut nici până acum. Cele mai de seamă turnee ale sale au fost la Londra, 1899, Sankt Petersburg, 1896 - 1914 și New York, 1924. În 1921 el va pierde titlul în favoarea lui José Raúl Capablanca. Lasker s-a oferit să se retragă, oferindu-i titlul lui Capablanca, însă acesta a vrut să îl învingă pe Lasker într-un meci oficial.
În 1933, evreul Lasker și soția sa Martha Kohn au trebuit să plece din Germania, din pricina naziștilor. Au plecat în Anglia, apoi au locuit pentru o scurtă perioadă în Uniunea Sovietică, în cele din urmă hotărându-se să se stabilească la New York.
Lasker este cunoscut pentru metoda sa "psihologică" de joc, în care el lua în considerație calitățile subiective ale adversarului său, comparându-le cu necesitățile obiective ale poziției sale pe tabla de șah. Richard Reti sublinia faptul că Lasker ar fi făcut chiar și mișcări de ordin inferior, dacă știa în vreun fel că aceste mișcări îi vor crea o stare de disconfort adversarului, oricât de mică, lucru dezmințit de Lasker.

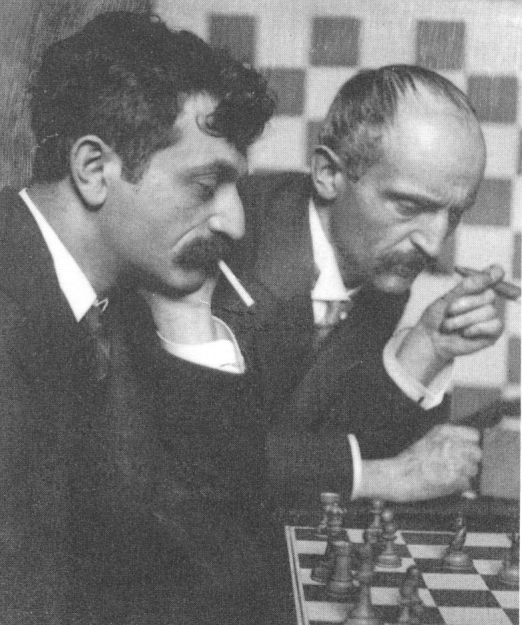
Emanuel Lasker și fratele său, 1907

Cu toate acestea, în 1914, la Sankt Petersburg, într-un faimos meci contra lui José Raúl Capablanca, pe care acesta trebuia să-l caștige cu orice preț, Lasker a ales o deschidere care este considerată de mulți șahisti inofensivă - atât timp cât adversarul juca ofensiv. Capablanca, încurajat de turneu să joace într-un mod sigur, a eșuat în a lua măsuri ofensive împotriva mișcării lui Lasker, justificându-i acestuia strategia, Lasker va caștiga meciul.
Un alt meci istoric este meciul Lasker - Bauer, Amsterdam, 1889, în care Lasker și-a sacrificat ambii nebuni, într-o manevră ce avea să fie repetată și în alte jocuri de aici încolo. Unele variații de deschidere îi poartă numele, cum ar fi apărarea Lasker (1.d4 d5 2.c4 e6 3.Nc3 Nf6 4.Bg5 Be7 5.e3 O-O 6.Nf3 h6 7.Bh4 Ne4), introdusă alături de gambitul damei. În 1895 el a introdus o linie care stopa efectiv popularul gambit Evans într-un meci de turneu (1.e4 e5 2.Nf3 Nc6 3.Bc4 Bc5 4.b4 Bxb4 5.c3 Ba5 6.d4 d6 7.0-0 Bb6 8.dxe5 dxe5 9.Qxd8+ Nxd8 10.Nxe5 Be6). Liniile curbe ale lui Lasker, combinate cu un joc agresiv din partea albului și conform lui Reuben Fine, pozițiile simplificate la care ajungea în final Lasker sunt din punct de vedere psihologic demoralizatoare pentru adversar.

## Matematicianul
Lasker este și un matematician distins. El și-a făcut studiile de doctorat la Erlangen din 1900, anul morții lui Wilhelm Steinitz, până în 1902 sub îndrumarea lui David Hilbert. Teza sa de doctorat Über Reihen auf der Convergenzgrenze a fost publicată în Tranzacții Filozofale în 1901.
Lasker a introdus conceptul unui prim ideal, care extinde noțiunea de putere al unui număr prim, către o geometrie algebrică. El este renumit și pentru articolul său din 1905, intitulat Zur Theorie der Moduln und Ideale, care a apărut în Mathematische Annalen. În acest articol el a pus bazele a ceea ce acum se numește Teoria Lasker-Noether pentru un caz special de ideale, într-un cerc polinomial.

## Alte aspecte ale vieții sale
El a fost și un filozof și un bun prieten lui Albert Einstein. Mai târziu în viața sa a devenit un umanist, scriind cu pasiune despre nevoia de inspirație și de educație structurată, pentru stabilizarea și securitatea omenirii. El s-a apucat mai târziu de Bridge, unde a devenit maestru, apoi de studierea jocului Go.
El a inventat Lasca, o variantă a șahului, în care piesele nu sunt luate de pe tablă, ci puse sub piesa care le cucerește. Scriitoarea Else Lasker-Schüler i-a fost cumnată, iar Emanuel Lasker, este inrudit cu jucătorul de șah, Edward Lasker. În 1925 el publică Manualul de Sah al lui Lasker, faimos în cercurile de șahiști, pentru tonul filozofic întalnit în carte.

## Citate
- "Chess is a game restricted to this world, go has something extraterrestrial. If ever we find an extraterrestrial civilisation that plays a game that we also play, it will be go, without any doubt."
- "The acquisition of harmonious education is comparable to the production and the elevation of an organism harmoniously built. The one is fed by blood, the other one by the spirit; but Life, equally mysterious, creative, powerful, flows through either." - din Manualul de șah.

Traducere
- "Șahul este un joc limitat la această lume, go are ceva extraterestru. Dacă vom găsi vreodată vreo civilizație extraterestră care joacă un joc pe care îl jucăm și noi, acesta va fi go, fără nici o îndoială."
- "Realizarea unei educații armonioase este comparabilă cu producerea și creșterea unui organism armonios construit. Acesta este hrănit de sânge, celălalt de spirit; dar Viața, egal misteriosă, creativă, puternică, curge prin fiecare."

## Legături externe
- O biografie a lui Lasker Arhivat în 11 octombrie 2004, la Wayback Machine.
- Jocul lui Lasker la Muljadi.Org Arhivat în 5 aprilie 2005, la Wayback Machine.
- 50 poziții cruciale din jocurile lui Lasker
- Analiză a modului de joc al lui Lasker
- Jocul Lasca Arhivat în 9 mai 2008, la Wayback Machine.
- Kmoch, Hans. Maeștrii pe care i-am cunoscut: Emanuel Lasker.